# Pierella astyoche
Pierella astyoche is een vlinder uit de onderfamilie Satyrinae van de familie Nymphalidae. De wetenschappelijke naam van de soort is voor het eerst geldig gepubliceerd in 1848 door Wilhelm Ferdinand Erichson.